# Структура капіталу
Структура капіталу — це сукупність фінансових засобів організації з різних джерел довгострокового фінансування. [Архівовано 19 липня 2012 у Wayback Machine.]

## Складові капіталу
Капітал організації підрозділяється на власний та позичковий.
Власний капітал — це власні джерела підприємства, які без визначення строку повернення внесені засновниками або залишені ними (засновниками) на підприємстві з уже оподаткованого прибутку 
Власний капітал складається з таких компонентів: 
- статутний капітал,
- пайовий капітал,
- додатковий вкладений капітал,
- інший додатковий капітал,
- резервний капітал,
- нерозподілений прибуток (непокритий збиток),
- неоплачений капітал,
- вилучений капітал.

Позиковий капітал — кошти, які залучаються для фінансування, розвитку підприємства на поворотній основі. 

## Цільова структура капіталу
Цільова структура капіталу — залучення капіталу з різних джерел фінансування у такій цільовій пропорції: мінімальна загальна вартість капіталу організації, а ринкова ціна організації — максимальна. Структура капіталу організації залежить від таких умов: стійкості положення на ринку, структури активів, рентабельності операційної діяльності, інвестиційних можливостей зростання та інших чинників, що впливають на потреби у фінансуванні.http://fdsg.com.ua/51_Formuvannya_strukturi_kapitalu_pidpriemstva_28.html#28

## Визначення кількісних параметрів структури капіталу
Кількісні параметри структури капіталу визначаються на основі визначення можливості обслуговування боргу та ефективності використання кредитних коштів. Передумовою таких розрахунків є прогноз обсягів продажів. Якщо він збільшується, то мають збільшуватися і активи, а отже, виникає потреба в додатковому фінансуванні, яку можна задовольнити за рахунок збільшення прибутку та за рахунок залучення зовнішніх джерел фінансування. Зазвичай до певної межі темпу зростання продажів (3-5 %) організація може обійтися власними джерелами, але при перевищенні цієї межі потрібно залучати фінансові ресурси.
Існують різні рекомендації стосовно структури капіталу. Більшість із них зазначають те, що питома вага позикових коштів у пасиві не повинна перевищувати 40-50 %.
При формуванні структури капіталу підприємства, необхідно враховувати позитивні та негативні сторони впливу власного та позикового капіталу на середньозважену вартість капіталу, яка враховується при визначенні ринкової вартості підприємства.
Оптимізація структури капіталу має головним критерієм оптимізації мінімізацію середньозваженої вартості капіталу підприємства при збільшенні доходів власників. Для акціонерного товариства оптимізація структури капіталу має критерієм мінімізацію середньозваженої ціни капіталу при зростанні ціни акції. Основним інструментом при цьому є визначення доцільності залучення нових позик у капітал підприємства механізмом фінансового левериджу (фінансового важеля).